# Kitayama (metropolitana di Kyoto)
Kitayama (北山駅?, Kitayama-eki) è una stazione della metropolitana di Kyoto che si trova nel quartiere di Kita-ku, nel centro di Kyoto. La stazione è servita dalla linea Karasuma gestita dall'Ufficio municipale dei trasporti di Kyoto.

## Struttura
La stazione è dotata di una banchina centrale a isola con due binari sotterranei.
| 1 | Linea Karasuma | per Kyōto, Takeda, e Kintetsu-Nara |
| 2 | Linea Karasuma | per Kokusai-kaikan                 |

## Stazioni adiacenti
| «              | Servizio       | »              |
| Linea Karasuma | Linea Karasuma | Linea Karasuma |
| -------------- | -------------- | -------------- |
| Kitaōji        | -              | Matsugasaki    |